# خانه ما (مجموعه تلویزیونی ۱۳۷۹)
خانه ما نام یک مجموعه تلویزیونی به کارگردانی مسعود کرامتی و نویسندگی پیمان قاسم‌خانی و شادمهر راستین است که در سال ۱۳۷۹ از شبکه سه در ۲۶ قسمت پخش شد.

## داستان
در این مجموعه رضا بابک (در نقش فرهاد تهرانی، پدر خانواده)، گوهر خیراندیش (در نقش آذر، مادر خانواده)، وحید رهبانی (در نقش نیما)، زهرا اویسی (در نقش سارا)، مانی نوری (در نقش پویا) و کیمیا ذوالفقاری (در نقش آیدا) به ایفای نقش پرداخته‌اند. در بخش‌هایی از سریال نیز بازیگران مهمان به تناسب داستان به مجموعه اضافه می‌شوند. فرهاد تهرانی یک استاد فیزیک و عضو هیئت علمی یک دانشگاه است. نیما عشق فوتبال و پویا پسر باهوش ولی درس‌نخوان و شیطان خانواده است. آیدا نیز کودک ۵٫۵ سالهٔ بامزه و باهوش ولی ساده‌باور است که معمولاً توسط پویا دست انداخته می‌شود. سارا اقتصادی و گاه خسیس و علاقه‌مند به فیلم‌سازی است. آذر مادر خانواده به گل و گیاه علاقه دارد. در قسمت‌های ابتدایی پدربزرگ خانواده نیز حضور دارد که در قسمت‌های بعدی به بهانهٔ سفر به اهواز حذف می‌شود و در چند قسمت مانده به آخر نقش محدودی ایفا می‌کند. داستان از خرید خانه توسط پدر آغاز می‌شود.

## بازیگران
- رضا بابک: فرهاد تهرانی، همسر آذر، پدر خانواده
- گوهر خیراندیش: آذر، همسر فرهاد، مادر خانواده
- وحید رهبانی: نیما تهرانی، پسر بزرگ خانواده
- زهرا اویسی: سارا تهرانی، دختر بزرگ خانواده
- مانی نوری: پویا تهرانی، پسر کوچک خانواده
- کیمیا ذوالفقاری: آیدا تهرانی، دختر کوچک خانواده
- حسین کسبیان: آقاجون، پدر فرهاد، پدربزرگ خانواده

### مهمان
- جمشید اسماعیل‌خانی
- مهدی گیاهی
- رضا نجفی
- داریوش رضوانی
- علی گل‌زاده
- بهناز توکلی
- مهرداد فلاحتگر
- فتحعلی اویسی
- حسن دادشکر
- سیروس ابراهیم‌زاده
- پوراندخت مهیمن
- علی تقی‌پور
- جواد میرمیران
- نیره فراهانی
- شهرام قائدی
- شهرزاد غلامی
- داود رشیدی
- مهدی میامی
- رسول نجفیان
- رضا فیاضی
- سوسن مقصودلو
- شاپور معمارزاده
- پری امیرحمزه
- ناصر گیتی‌جاه
- سروش خلیلی
- کیومرث ملک‌مطیعی
- پیام یزدانی
- زهره مجابی
- محمدعلی ساربان
- ندا بنیاد‌لو

## قسمت‌ها
نام داستان هریک از قسمت‌های این سریال برگرفته از نام فیلم‌های آلفرد هیچکاک فیلمساز مشهور بریتانیایی است:
| قسمت | عنوان                         | نویسنده |
| ---- | ----------------------------- | ------- |
| ۱    | خانه جدید ما                  |         |
| ۲    | طلسم‌شده                       |         |
| ۳    | دردسر نیما                    |         |
| ۴    | پرندگان                       |         |
| ۵    | روح                           |         |
| ۶    | سرگیجه                        |         |
| ۷    | سایه یک شک                    |         |
| ۸    | مردی که زیاد می‌دانست          |         |
| ۹    | پله سی‌ونهم                    |         |
| ۱۰   | سوءظن                         |         |
| ۱۱   | جنون                          |         |
| ۱۲   | شمال از شمال غربی             |         |
| ۱۳   | رینگ                          |         |
| ۱۴   | غنی و غریب                    |         |
| ۱۵   | پنجره عقبی                    |         |
| ۱۶   | مرد عوضی ۱                    |         |
| ۱۷   | مرد عوضی ۲                    |         |
| ۱۸   | (بدون نام)                    |         |
| ۱۹   | دستگیری دزد                   |         |
| ۲۰   | حرف م را به نشانهٔ مدیریت بگیر |         |
| ۲۱   | خرابکار                       |         |
| ۲۲   | طناب ۱                        |         |
| ۲۳   | طناب ۲                        |         |
| ۲۴   | بیگانگان در خانه              |         |
| ۲۵   | (بدون نام)                    |         |
| ۲۶   | ربکا                          |         |

## تولید
ضبط تمامی ۲۶ قسمت مجموعه در لوکیشن یک خانه و به گفتهٔ کارگردان توسط تنها یک دوربین انجام شده است. این مجموعه از اولین تجربه‌های پیمان قاسم‌خانی در فیلم‌نامه‌نویسی غیرطنز با رگه‌هایی از شوخی و فکاهی است.

## درباره سریال
پس از پخش قسمت‌های اولیهٔ سریال، به تیم تولید تذکراتی داده شد مبنی بر اینکه روابط این خانواده، باعث توسعهٔ بی‌تربیتی در خانواده‌ها است و بچه‌ها جواب پدر و مادر را می‌دهند. با حمایت جعفر صافی، مدیر وقت شبکه، ساخت و پخش مجموعه ادامه یافت.